# Karl Stuhlmüller

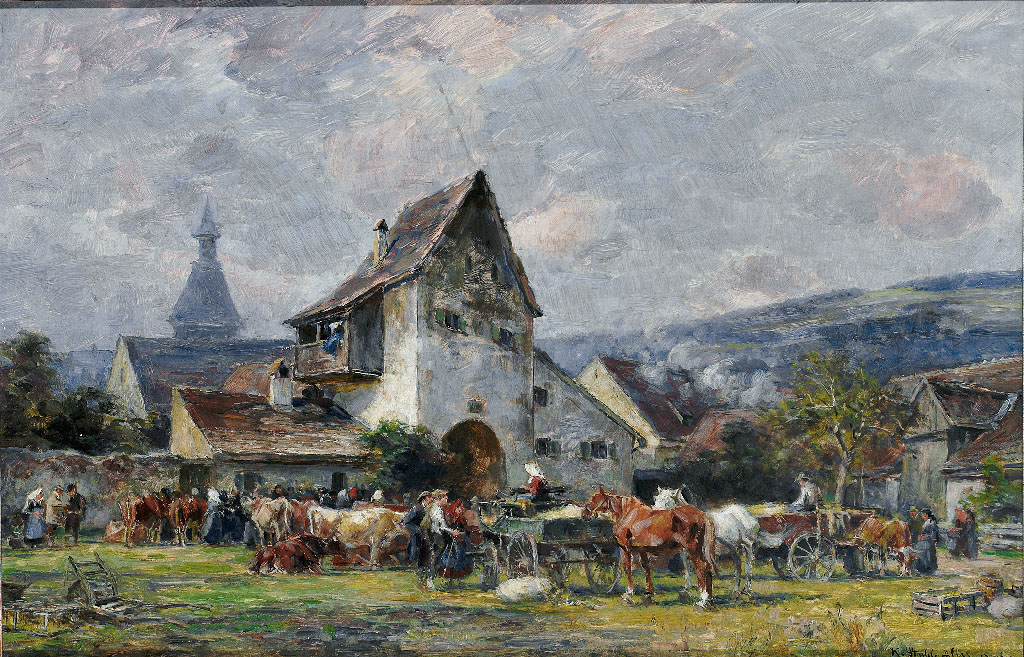
Viehmarkt

Karl Stuhlmüller (* 1859 in München; † 13. März 1930 in Etzenhausen bei Dachau) war ein deutscher Landschafts- und Tiermaler.
Geboren als Sohn eines Tischlermeisters und zunächst zum Tischler bestimmt, schloss sich Karl Stuhlmüller einer Wandertheatertruppe an und studierte seit dem 5. April 1875 an der Akademie der bildenden Künste München bei Carl Theodor von Piloty.
Karl Stuhlmüller blieb nach dem Studium als freischaffender Landschafts- und Tiermaler in München, Dachau und Etzenhausen tätig, wurde Mitglied der Münchner Künstlergenossenschaft.
Das Geburtsjahr Stuhlmüllers wird in verschiedenen Quellen auf 1851, 1858 und 1859 angegeben.
Beim Eintrag ins Matrikelbuch am 5. April 1875 hat Stuhlmüller sein Alter auf 16 Jahre erklärt, was eindeutig das Geburtsjahr 1859 bestätigt.